# الركنه (محافظة المويه)
مركز الركنه يتبع لمحافظة المويه التابعة لإمارة منطقة مكة المكرمة. يقع شمال محافظة المويه على طريق عام. المركز مرتبط مع حدود منطقة الرياض وحدود منطقة المدينة المنورة. ويقع بالقرب من قصر الملك عبد العزيز آل سعود فالمويه القديم. يبلغ عدد سكان مركز الركنه قرابة 7000 نسمه.

## تاريخ التأسيس
تأسست القرية عام 1398 وتم إحداث مركز إمارة للقريه عام 1420 بموجب قرار وزير الداخليه الأمير نايف بن عبد العزيز آل سعود. وتم تعيين عبد الله خاشم صنيتان الطر المرشدي العتيبي رئيسا للمركز.